# Prinsuéjols-Malbouzon
Prinsuéjols-Malbouzon  est une commune française, située dans le département de la Lozère en région Occitanie.
De statut administratif commune nouvelle, elle est issue du regroupement le 1er janvier 2017 des communes de Malbouzon et de Prinsuéjols.

## Géographie
Les villages de Malbouzon et Prinsuéjols se trouvent en Lozère, en Aubrac. Ils comptent une centaine d'habitants chacun.
Malbouzon est un petit village rural de l'Aubrac lozérien. On y trouve une mairie, une église, une école et un bar-restaurant.
Prinsuéjols est le village voisin. On y trouve une mairie et une église.

### Communes limitrophes
Les communes limitrophes sont Brion, La Fage-Montivernoux, Peyre en Aubrac, Le Buisson, Saint-Laurent-de-Muret, Marchastel et Nasbinals.
| Brion      | La Fage-Montivernoux   |                 |
| Nasbinals  | Prinsuéjols-Malbouzon  | Peyre en Aubrac |
| Marchastel | Saint-Laurent-de-Muret | Le Buisson      |

### Hydrographie
La commune est parcourue par la Rimeize au nord et la Crueize au sud.

### Climat
Pour des articles plus généraux, voir Climat de l'Occitanie et Climat de la Lozère.
En 2010, le climat de la commune est de type climat de montagne, selon une étude s'appuyant sur une série de données couvrant la période 1971-2000. En 2020, Météo-France publie une typologie des climats de la France métropolitaine dans laquelle la commune est exposée à un climat de montagne ou de marges de montagne et est dans la région climatique Sud-est du Massif Central, caractérisée par une pluviométrie annuelle de 1 000 à 1 500 mm, minimale en été, maximale en automne.
Pour la période 1971-2000, la température annuelle moyenne est de 7,1 °C, avec une amplitude thermique annuelle de 15,5 °C. Le cumul annuel moyen de précipitations est de 977 mm, avec 10,4 jours de précipitations en janvier et 7 jours en juillet. Pour la période 1991-2020, la température moyenne annuelle observée sur la station météorologique la plus proche, située sur la commune du Buisson à 11 km à vol d'oiseau, est de 8,0 °C et le cumul annuel moyen de précipitations est de 875,6 mm,. Pour l'avenir, les paramètres climatiques de la commune estimés pour 2050 selon différents scénarios d'émission de gaz à effet de serre sont consultables sur un site dédié publié par Météo-France en novembre 2022.

## Urbanisme

### Typologie
Au 1er janvier 2024, Prinsuéjols-Malbouzon est catégorisée commune rurale à habitat très dispersé, selon la nouvelle grille communale de densité à sept niveaux définie par l'Insee en 2022.
Elle est située hors unité urbaine et hors attraction des villes,.

### Risques majeurs
Le territoire de la commune de Prinsuéjols-Malbouzon est vulnérable à différents aléas naturels : météorologiques (tempête, orage, neige, grand froid, canicule ou sécheresse), feux de forêts, mouvements de terrains et séisme (sismicité faible). Il est également exposé à un risque particulier : le risque de radon. Un site publié par le BRGM permet d'évaluer simplement et rapidement les risques d'un bien localisé soit par son adresse soit par le numéro de sa parcelle.

#### Risques naturels
Prinsuéjols-Malbouzon est exposée au risque de feu de forêt. Un plan départemental de protection des forêts contre les incendies (PDPFCI) a été approuvé en décembre 2014 pour la période 2014-2023. Les mesures individuelles de prévention contre les incendies sont précisées par divers arrêtés préfectoraux et s’appliquent dans les zones exposées aux incendies de forêt et à moins de 200 mètres de celles-ci. L’arrêté du 23 mars 2018, complété par un arrêté de 2020, réglemente l'emploi du feu en interdisant notamment d’apporter du feu, de fumer et de jeter des mégots de cigarette dans les espaces sensibles et sur les voies qui les traversent sous peine de sanctions. L'arrêté du 23 août 2021, abrogeant un arrêté de 2002, rend le débroussaillement obligatoire, incombant au propriétaire ou ayant droit,,.

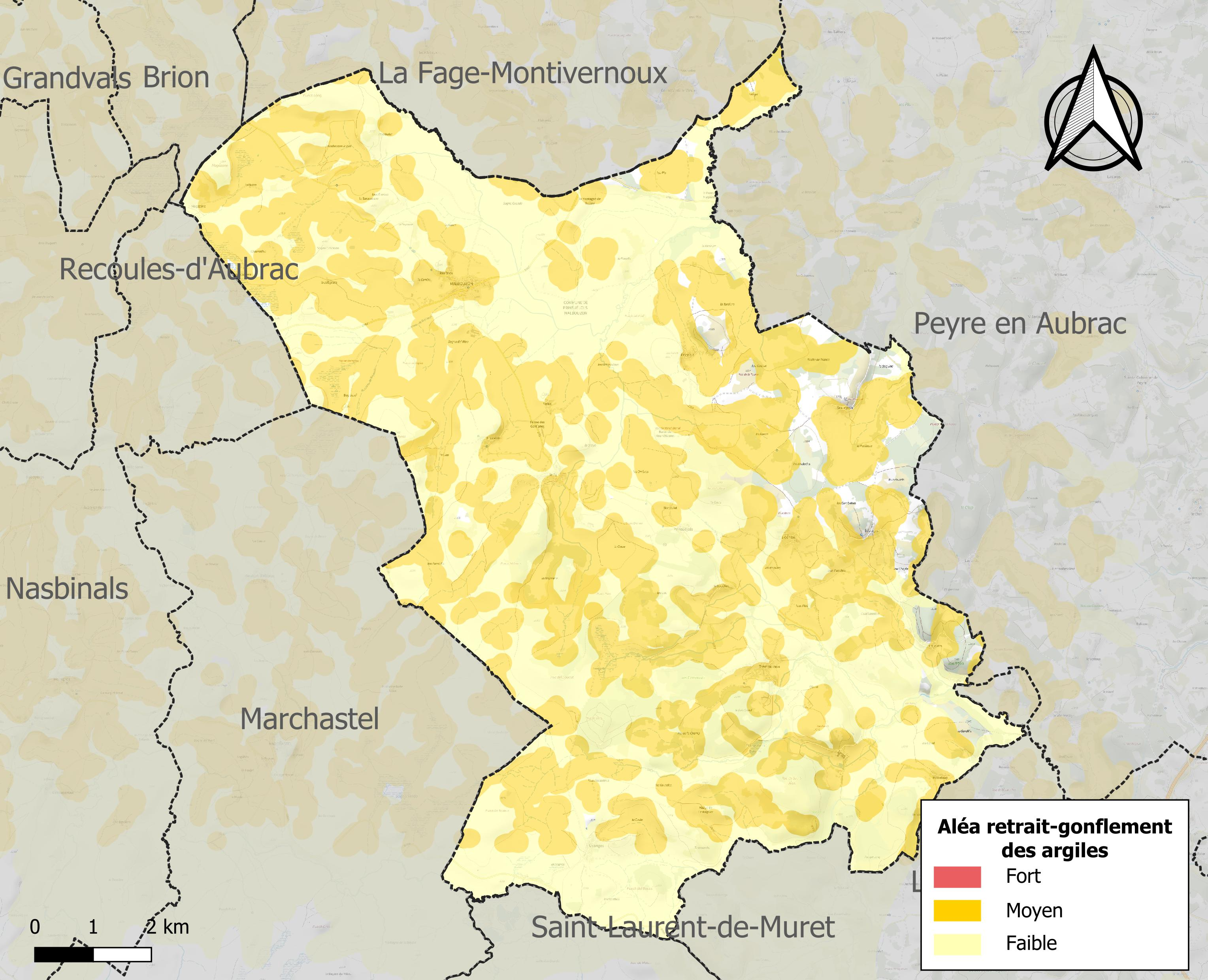
Carte des zones d'aléa retrait-gonflement des sols argileux de Prinsuéjols-Malbouzon.

Les mouvements de terrains susceptibles de se produire sur la commune sont des tassements différentiels.
Le retrait-gonflement des sols argileux est susceptible d'engendrer des dommages importants aux bâtiments en cas d’alternance de périodes de sécheresse et de pluie. 52,2 % de la superficie communale est en aléa moyen ou fort (15,8 % au niveau départemental et 48,5 % au niveau national). Sur les 214 bâtiments dénombrés sur la commune en 2019,  170 sont en aléa moyen ou fort, soit 79 %, à comparer aux 14 % au niveau départemental et 54 % au niveau national. Une cartographie de l'exposition du territoire national au retrait gonflement des sols argileux est disponible sur le site du BRGM,.
Par ailleurs, afin de mieux appréhender le risque d’affaissement de terrain, l'inventaire national des cavités souterraines permet de localiser celles situées sur la commune.
La commune a été reconnue en état de catastrophe naturelle au titre des dommages causés par les inondations et coulées de boue survenues en 1982, 1994, 2003 et 2004. 

#### Risque particulier
Dans plusieurs parties du territoire national, le radon, accumulé dans certains logements ou autres locaux, peut constituer une source significative d’exposition de la population aux rayonnements ionisants. Certaines communes du département sont concernées par le risque radon à un niveau plus ou moins élevé. Selon la classification de 2018, la commune de Prinsuéjols-Malbouzon est classée en zone 3, à savoir zone à potentiel radon significatif.

## Toponymie
Le nom de la commune est constitué de l'accolement des noms des deux communes fondatrices.

## Histoire
La commune est née du regroupement des communes de Malbouzon et de Prinsuéjols, qui deviennent des communes déléguées, le 1er janvier 2017. Son chef-lieu se situe à Malbouzon.

## Politique et administration

### Découpage territorial
La commune de Prinsuéjols-Malbouzon est membre de la communauté de communes des Hautes Terres de l'Aubrac, un établissement public de coopération intercommunale (EPCI) à fiscalité propre créé le 30 novembre 2016 dont le siège est à Peyre en Aubrac. Ce dernier est par ailleurs membre d'autres groupements intercommunaux.
Sur le plan administratif, elle est rattachée à l'arrondissement de Mende, à la circonscription administrative de l'État de la Lozère et à la région Occitanie.
Sur le plan électoral, elle dépend du canton de Peyre en Aubrac pour l'élection des conseillers départementaux, depuis le redécoupage cantonal de 2014 entré en vigueur en 2015, et de la circonscription de la Lozère pour les élections législatives, depuis le dernier découpage électoral de 2010.

### Liste des maires
| Période      | Période  | Identité          | Étiquette | Qualité                     |
| ------------ | -------- | ----------------- | --------- | --------------------------- |
| janvier 2017 | En cours | Xavier Poudevigne |           | ancien maire de Prinsuéjols |

### Communes déléguées
| Nom               | Code Insee | Intercommunalité        | Superficie (km2) | Population (dernière pop. légale) | Densité (hab./km2) |
| ----------------- | ---------- | ----------------------- | ---------------- | --------------------------------- | ------------------ |
| Malbouzon (siège) | 48087      | CC de l'Aubrac Lozérien | 14,26            | 129 (2014)                        | 9                  |
| Prinsuéjols       | 48120      | CC de l'Aubrac Lozérien | 42,96            | 154 (2014)                        | 3,6                |

## Population et société

### Démographie

#### Évolution démographique
L'évolution du nombre d'habitants est connue à travers les recensements de la population effectués dans la commune depuis sa création.

En 2022, la commune comptait 250 habitants, en évolution de −12,89 % par rapport à 2016 (Lozère : +0,11 %, France hors Mayotte : +2,11 %).
| 2015 | 2016 | 2017 | 2018 | 2019 | 2022 |
| ---- | ---- | ---- | ---- | ---- | ---- |
| 285  | 287  | 280  | 272  | 265  | 250  |

#### Pyramide des âges
La population de la commune est relativement âgée. En 2022, le taux de personnes d'un âge inférieur à 30 ans s'élève à 19 %, soit un taux inférieur à la moyenne départementale (29,1 %). Le taux de personnes d'un âge supérieur à 60 ans (44,6 %) est supérieur au taux départemental (34,1 %).
En 2022, la commune comptait 128 hommes pour 122 femmes, soit un taux de 51,2 % d'hommes, supérieur au taux départemental (49,94 %).
Les pyramides des âges de la commune et du département s'établissent comme suit :
| Hommes | Classe d’âge | Femmes |
| ------ | ------------ | ------ |
| 0      | 90 ou +      | 1,9    |
| 6,9    | 75-89 ans    | 16,4   |
| 33,2   | 60-74 ans    | 31,1   |
| 26,5   | 45-59 ans    | 22,3   |
| 10,2   | 30-44 ans    | 13,9   |
| 14,2   | 15-29 ans    | 8,3    |
| 9,1    | 0-14 ans     | 6,1    |

| Hommes | Classe d’âge | Femmes |
| ------ | ------------ | ------ |
| 1      | 90 ou +      | 2,8    |
| 9,1    | 75-89 ans    | 11,8   |
| 21,6   | 60-74 ans    | 21,1   |
| 21,5   | 45-59 ans    | 20,2   |
| 16,3   | 30-44 ans    | 15,9   |
| 15,5   | 15-29 ans    | 13,6   |
| 15     | 0-14 ans     | 14,6   |

### Scolarisation
Il y a à Malbouzon une école maternelle et élémentaire publique.

## Économie

### Foire annuelle
En juin, Malbouzon est le siège d'une grande foire-exposition qui a rassemblé plus de 200 exposants en 2017 lors de son cinquantième anniversaire. Au départ, axée strictement sur l'agriculture (bêtes d'élevage, machines agricoles), elle s'est peu à peu diversifiée et présente aujourd'hui de nombreux stands d'artisans, de commerçants et de produits locaux. Elle attire environ 10 000 visiteurs chaque année.

## Culture locale et patrimoine

### Lieux et monuments
- Église de l'Assomption-de-Marie de Malbouzon, construite au XIe siècle par les moines de Conques. Il reste l'abside du XIe siècle tandis que la nef était refaite et agrandie au milieu du siècle dernier. Le bourg est situé sur la Via Podensis.
- Église Saints-Pierre-et-Paul de Prinsuéjols, église romane avec clocher-mur.
- Château de la Baume.
- Truc des Coucuts, rocher volcanique présentant de belles orgues basaltiques.

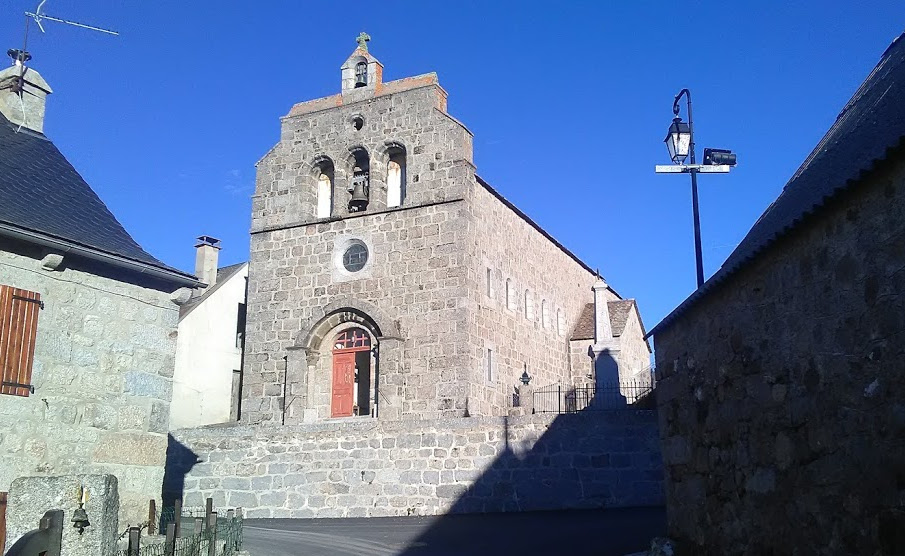
Église de l'Assomption-de-Marie de Malbouzon.
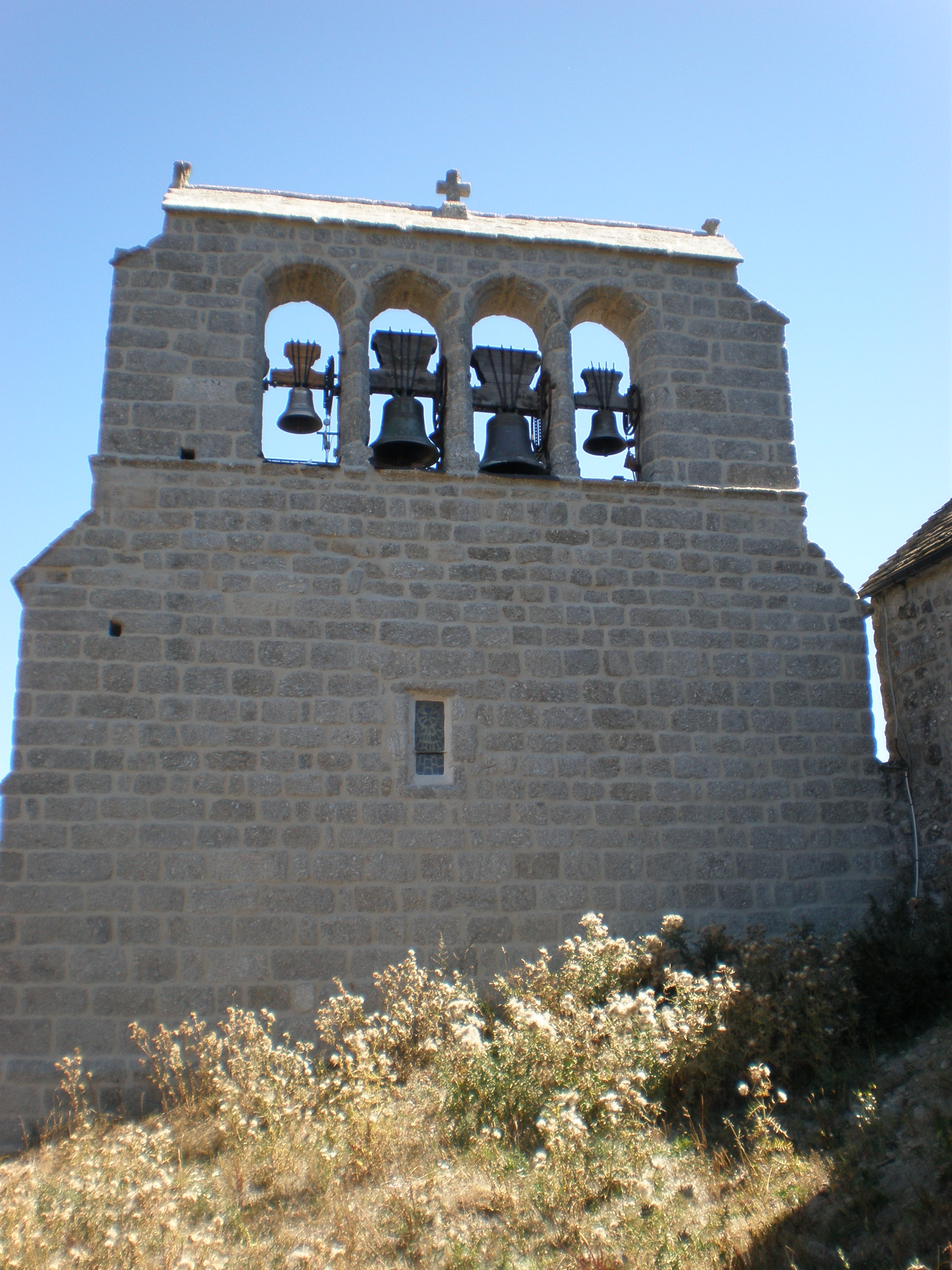
Église Saints-Pierre-et-Paul de Prinsuéjols.

### Traditions
La région fait partie de l'Aubrac, qui est riche en traditions anciennes. Cette zone très rurale du Massif central a su conserver son authenticité. C'est une région de tradition agricole. L'agriculture et l'élevage (notamment de brebis) y sont importantes. C'est une terre montagneuse. La spécialité locale est l'aligot.

### Personnalités liées à la commune
- Louis Dalle (1922-1982), évêque, né à Prinsuéjols